# Selencula filipes
Selencula filipes – gatunek kosarza z podrzędu Laniatores i rodziny Assamiidae. Jedyny znany przedstawiciel monotypowego rodzaju Selencula.

## Występowanie
Gatunek został wykazany na wyspie Bioko.